# Championnat du Qatar de football 2020-2021
Navigation
Saison précédente Saison suivante
La saison 2020-2021 du Championnat du Qatar de football est la cinquante-huitième édition du championnat national de première division au Qatar. Les douze meilleures équipes du pays sont regroupées au sein d'une poule unique où elles s'affrontent deux fois au cours de la saison, à domicile et à l'extérieur. En fin de saison, le dernier du classement est relégué en deuxième division tandis que l'avant-dernier joue les barrages pour se maintenir dans le championnat du pays.

## Participants
| Club           | Dernière montée | Budget en M€ | Classement 2019-2020  | Entraîneur          | Stade                             | Pelouse   | Capacité théorique | Nombre de saisons en QLS |
| -------------- | --------------- | ------------ | --------------------- | ------------------- | --------------------------------- | --------- | ------------------ | ------------------------ |
| Al-Duhail SC   | 2010            | 80           | 1er                   | Sabri Lamouchi      | Stade Abdallah ben Khalifa        | Naturelle | 12 000             | 10                       |
| Al-Rayyan SC   | 1975            | 80           | 2e                    | Laurent Blanc       | Stade Abdullah bin Hamad Al Thani | Naturelle | 15 000             | 45                       |
| Al Sadd SC     | 1972            | 100          | 3e                    | Xavi                | Stade Bin Khalifa Al Thani        | Naturelle | 20 000             | 48                       |
| Al-Gharafa SC  | 1980            | 70           | 4e                    | Slaviša Jokanović   | Al-Gharafa Stadium                | Naturelle | 25 000             | 40                       |
| Al-Sailiya SC  | 2007            | 40           | 5e                    | Sami Trabelsi       | Stade Ahmed ben Ali               | Naturelle | 44 740             | 13                       |
| Al-Wakrah SC   | 2019            |              | 6e                    | Tintín Márquez      | Stade Al-Wakrah                   | Naturelle | 20 000             |                          |
| Al-Arabi SC    |                 | 50           | 7e                    | Heimir Hallgrímsson | Sheikh Falah bin Jassem Al-Thani  | Naturelle | 17 500             |                          |
| Qatar SC       |                 | 60           | 8e                    | Carlos Alós Ferrer  | Qatar SC Stadium                  | Naturelle | 20 000             |                          |
| Al Ahli SC     |                 | 59           | 9e                    | Nebojša Jovović     | Al-Ahly Stadium                   | Naturelle | 20 000             |                          |
| Umm Salal SC   |                 | 60           | 10e                   | Aziz Ben Askar      | Qatar SC Stadium                  | Naturelle | 20 000             |                          |
| Al-Khor SC     |                 | 59           | 11e                   | Frédéric Hantz      | Sheikh Khalifa bin Ahmed          | Naturelle | 20 000             |                          |
| Al Kharitiyath | 2020            | 44           | 1re (Qatargas League) | Yousuf Adam Mahmoud | Stade Souheim-ben-Hamad           | Naturelle | 20 000             |                          |

Légende des couleurs
- Qualification pour la Ligue des champions de l'AFC 2021
- Qualification pour le tour préliminaire de la Ligue des champions de l'AFC 2021
- Promu de Qatargas League

## Compétition

### Classement
Source : Classement officiel sur le site de la QSL.
| Rang | Équipe           | Pts | J  | G  | N | P  | Bp | Bc | Diff |
| ---- | ---------------- | --- | -- | -- | - | -- | -- | -- | ---- |
| 1    | Al Sadd SC C     | 60  | 22 | 19 | 3 | 0  | 77 | 14 | +63  |
| 2    | Al-Duhail SC T   | 47  | 22 | 15 | 2 | 5  | 53 | 25 | +28  |
| 3    | Al-Rayyan SC     | 35  | 22 | 10 | 5 | 7  | 31 | 22 | +9   |
| 4    | Al-Gharafa SC    | 33  | 22 | 10 | 3 | 9  | 41 | 34 | +7   |
| 5    | Al Ahli SC       | 33  | 22 | 10 | 3 | 9  | 28 | 38 | -10  |
| 6    | Qatar SC         | 32  | 22 | 9  | 5 | 8  | 30 | 24 | +6   |
| 7    | Al-Arabi SC      | 29  | 22 | 8  | 5 | 9  | 28 | 32 | -4   |
| 8    | Al-Wakrah SC     | 26  | 22 | 7  | 5 | 10 | 19 | 29 | -10  |
| 9    | Al-Sailiya SC    | 26  | 22 | 7  | 5 | 10 | 22 | 36 | -14  |
| 10   | Umm Salal SC     | 21  | 22 | 5  | 6 | 11 | 13 | 31 | -18  |
| 11   | Al-Khor SC       | 17  | 22 | 3  | 8 | 11 | 17 | 42 | -25  |
| 12   | Al Kharitiyath P | 12  | 22 | 4  | 0 | 18 | 17 | 49 | -32  |

|  | Qualification pour la Ligue des champions de l'AFC 2022                         |
|  | Qualification pour le tour préliminaire de la Ligue des champions de l'AFC 2022 |
|  | Barrages de relégation                                                          |
|  | Relégation directe en deuxième division                                         |
|  | T : Tenant du titre C : Vainqueur de la Coupe du Qatar P : Qatargas League      |

- Le promu pour la prochaine saison est le Al-Shamal SC.

## Match de barrage
Le club classé 11e rencontre le vice-champion de deuxième division sur un seul match pour tenter de se maintenir.
| 4 mai 2021 | Al-Khor SC | 3 - 1   | Al-Shahania SC | Qatar SC Stadium |
|            |            | (2 - 0) |                |                  |
|            | Rapport    |         |                |                  |

- Les équipes restent dans leur division respective.

## Statistiques

### Meilleurs buteurs
| Rang | Joueur            | Équipe       | Buts |
| ---- | ----------------- | ------------ | ---- |
| 1    | Baghdad Bounedjah | Al-Sadd SC   | 21   |
| 2    | Dudu              | Al-Duhail SC | 14   |
| 3    | Youcef Belaïli    | Qatar SC     | 13   |
| 3    | Santi Cazorla     | Al-Sadd SC   | 13   |
| 4    | Edmilson Junior   | Al-Duhail SC | 12   |